# Матьо Добрев
Матьо Добрев е български кавалджия и педагог.

## Биография
Матьо Добрев е роден на 24 март 1957 г. в Стралджа. Баща му Добри Милев е един от най-добрите кавалджии в Стралджа. Учил се е от „класиците“ Драган Карапчански, Никола Ганчев и Стоян Величков. Матьо Добрев бързо попива интонациите на своя край. На осем години свири по сватби с баща си, като тъпанджия, но вниманието му е обсебено от кавала. С часове се упражнява, за да постигне нов тон. На 12 години прави и първите си записи в Радиото. Известно време е учител по кавал в СМУ „Филип Кутев“ в Котел. Там работи с новото поколение музиканти. Започва сериозно да се занимава с музика при създаването на оркестър „Стралджа“. От 1996 г. Матьо Добрев свири в оркестър „Тракия“ на Иво Папазов – Ибряма. Участва и във формацията „Виртуозите на Тракия“, с която е поканен да участва в коледен концерт в Брюксел, организиран от Фондация „Йехуди Менухин“. Творческият му път се свързва с различни групи и състави, т. к. меката и топла звучност на неговия кавал пасва навсякъде. Впуска се в импровизации, разширява диапазона на кавала и прави възможно по-сложно интониране. Постепенно се превръща в авторитет за музикантите в популярните жанрове. Той е новатор, който с импровизационната си дарба реабилитира кавала като инструмент, солиращ в звучността на една разнообразна като състав и функция музика.
Най-известното изпълнение на Матьо Добрев е Матьово макамлийско хоро.
Умира на 8 април 2019 г. в Стралджа.

## Дискография
- 1999 – „Старата изба“, съвместен албум с Гинка Иванова и оркестър „Стралджа“[3]
(MC, Музикална къща „Импулс“)